# The Amazing Race 2
The Amazing Race 2 là chương trình thứ hai của loạt chương trình truyền hình thực tế, The Amazing Race. Chương trình lên sóng truyền hình Mỹ lần đầu vào ngày 11/3/2002 và kết thúc ngày 15/5/2002.

## Sản xuất

### Quay phim
Chương trình bắt đầu ghi hình ngày 8/1/2002 và hoàn tất ngày 5/2/2002.

## Kết quả
Các đội sau đã tham gia vào cuộc đua. Quan hệ giữa 2 thành viên trong một đội được ghi nhận vào lúc cuộc đua diễn ra. Bảng sau không hoàn toàn ghi lại tất cả những sự kiện xảy ra trong cuộc đua mà chỉ là những thông tin tiêu biểu và chính yếu nhất trong từng chặng. Số liệu chính là thứ tự điểm danh của các đội tại cuối của mỗi chặng.
| Đội thi          | Quan hệ                | Thứ hạng từng chặng | Thứ hạng từng chặng | Thứ hạng từng chặng | Thứ hạng từng chặng | Thứ hạng từng chặng | Thứ hạng từng chặng | Thứ hạng từng chặng | Thứ hạng từng chặng | Thứ hạng từng chặng | Thứ hạng từng chặng | Thứ hạng từng chặng | Thứ hạng từng chặng | Thứ hạng từng chặng | Thực hiện Roadblock |
| Đội thi          | Quan hệ                | 1ƒ                  | 2                   | 3ƒ                  | 4                   | 5ƒ                  | 6                   | 7                   | 8ƒ                  | 9                   | 10                  | 11                  | 12                  | 13                  | Thực hiện Roadblock |
| ---------------- | ---------------------- | ------------------- | ------------------- | ------------------- | ------------------- | ------------------- | ------------------- | ------------------- | ------------------- | ------------------- | ------------------- | ------------------- | ------------------- | ------------------- | ------------------- |
| Chris & Alex     | Bạn thân               | 6                   | 2                   | 7                   | 71                  | 1                   | 6                   | 2                   | 2                   | 1ƒ                  | 3                   | 3                   | 3                   | 1                   | Chris 5, Alex 6     |
| Tara & Wil       | Li thân                | 1                   | 3                   | 2                   | 3                   | 3                   | 5                   | 3                   | 4                   | 3                   | 2                   | 1ƒ                  | 13                  | 2                   | Tara 4, Wil 7       |
| Blake & Paige    | Anh em                 | 4                   | 9                   | 5                   | 4                   | 4                   | 3                   | 2                   | 5                   | 5                   | 1ƒ                  | 2                   | 1                   | 3                   | Blake 8, Paige 3    |
| Oswald & Danny   | Bạn thân               | 8                   | 7                   | 1                   | 1ƒ                  | 6                   | 4                   | 4                   | 1                   | 4                   | 4                   | 4                   |                     |                     | Oswald 6, Danny 3   |
| Gary & Dave      | Từng là bạn cùng phòng | 9                   | 5                   | 3                   | 2                   | 5                   | 2                   | 1ƒ                  | 3                   | 5                   |                     |                     |                     |                     | Gary 2, Dave 5      |
| Mary & Peach     | Chị em                 | 7                   | 4                   | 4                   | 5                   | 2                   | 1                   | 6                   |                     |                     |                     |                     |                     |                     | Marry 3, Peach 2    |
| Cyndi & Russell  | Vợ chồng               | 2                   | 6                   | 8                   | 6                   | 7                   |                     |                     |                     |                     |                     |                     |                     |                     | Cindy 1, Russell 3  |
| Shola & Doyin    | Song sinh              | 3                   | 1ƒ                  | 5                   | 8                   |                     |                     |                     |                     |                     |                     |                     |                     |                     | Shola 0, Doyin 1    |
| Peggy & Claire   | Bà                     | 10                  | 8                   | 9                   |                     |                     |                     |                     |                     |                     |                     |                     |                     |                     | Peggy 0, Claire 1   |
| Hope & Norm      | Vợ chồng               | 4                   | 10                  |                     |                     |                     |                     |                     |                     |                     |                     |                     |                     |                     | Hope 0, Norm 1      |
| Deidre & Hillary | Mẹ và con gái          | 11                  |                     |                     |                     |                     |                     |                     |                     |                     |                     |                     |                     |                     | Matt 0, Ana 0       |

- Màu đỏ biểu thị đội bị loại.
- Màu xanh dương gạch dưới biểu thị đội về chót trong một chặng không loại.
- Chữ ƒ màu xanh biểu thị đội giành được Fast Forward. Chặng đua có chữ ƒ màu xanh biểu thị chặng này không có đội nào giành được Fast Forward.

Chú giải 1: Chris & Alex về thứ 7, sau Shola & Doyin nhưng do đội này phải chịu hình phạt 42 phút do chạy xe quá giới hạn tốc độ. 

Chú giải 2: Gary & Dave về thứ 2 nhưng bị phạt vì vượt tốc độ. Họ xuất phát chặng kế tiếp thứ 3, sau hình phạt 42 phút. 

Chú giải 3: Tara & Wil về thứ 2 nhưng họ được giảm đi 1 phút do trục trặc của khâu sản xuất làm họ bị chậm đi 1 phút. Do đó họ cùng với Blake & Paige về đích thứ nhất.

## Sự kiện nổi bật

### Trong cuộc đua
- Xe jeep của Blake & Paige bị hỏng trong chặng 2 làm họ về đích cuối cùng. Có lời đồn cho rằng đội này đã dọa sẽ kiện nhóm sản xuất do không bù thời gian bị mất của họ trong lúc đợi phương tiện thay thế. Sau đó, luật sư của CBS phải vào cuộc và cho họ thời gian bù giờ, và loại Hope & Norm. Tuy nhiên, Cyndi (trong đội Russell & Cyndi) đăng bài trên Television Without Pity forums[liên kết hỏng] rằng Blake & Paige về đích sớm hơn Hope & Norm và họ không được hưởng thời gian bù giờ nào cả. Nhưng sự kiện trên đã gây ra nhiều hiểu lầm và nghi vấn về luật thời gian khi các đội chờ đợi phương tiện thay thế. Do đó, kể từ chương trình số 3, luật đã nói rõ là các đội sử dụng phương tiện thay thế sẽ không được hưởng thời gian bù giờ.
- Trong chặng 3, chặng 4, and chặng 7 Peggy & Claire, Shola & Doyin, và Mary & Peach đã không hoàn thành thử thách cuối cùng và đi thẳng tới Trạm dừng. Họ đã bị loại trong các chặng tương ứng.
- Trong  chặng 3, phong bì của một thử thách Tăng tốc được nhìn thấy trong tay của Wil và vài thí sinh khác ở đảo Robben.
- Ở  chặng 12 chương trình đã nhầm Ký túc xá cũ của trường Trung học Maui ngoại ô Paia.
- Không có Lựa chọn kép nào được chiếu trong  chặng 13. Mọi người cho là tất cả các đội đều chọnc ùng một thử thách trong Detour và thử thách còn lại đã không được lên sóng. [liên kết hỏng]
- Trong chặng chung kết, Tara & Wil đang dẫn trước và chạy tới vạch Kết thúc nhưng Tara đã bị Chris & Alex vượt qua trong khoảng dưới 37 mét. Đây là lần về đích gần nhau nhất giữa hai đội tại vạch Kết thúc trong lịch sử của The Amazing Race.

### Sau cuộc đua
- Tara và Wil trở thành cộng sự kinh doanh.
- Tara và Alex hẹn hò trong 6 tháng sau cuộc đua nhưng chia tay. Tuy nhiên, họ vẫn giữ quan hệ bạn bè.
- Tara Lynch hiện đang kinh doanh hàng thủ công, thêu thùa trên mạng tại FunktionHome.com. Cô đã tái hôn và có một con gái.
- Gary Rosen là người biên tập cho The Amazing Race 5.
- Dave Lepeska đạt được bằng báo chí và làm việc một năm cho tờ Kashmir Observer.
- Sau chương trình, Blake lập một hệ thống kênh truyền hình thực tế.
- Blake Mycoskie đang theo đuổi dự án TOMS Shoes, cứ mỗi đôi giày bán được sẽ có một đôi giày khác được tặng cho một đứa trẻ đang cần ở Argentina, Nam Phi, và Hoa Kỳ. Ý tưởng này được Blake phát triển sau khi trở lại thăm những nơi nghèo khổ mà anh và Blake đã tới trong cuộc đua.[1] Kể từ khi ra đời năm 2006, TOMS đã tặng hơn 130.000 đôi giày cho các trẻ em thiếu thốn và dứ định sẽ tặng them 300.000 đôi nữa vào năm 2009.
- Oswald & Danny được chọn tham dự The Amazing Race Kì cựu. Họ nhận được một lá thư đầy thân thiện từ Blake & Paige trong Chướng ngại vật ở chặng 4. Họ hoành thành cuộc đua Kì cựu với vị trí thứ 4, họ cũng về thứ 4 trong chương trình này. Họ là một trong hai đội duy nhất từng 2 lần vào tới vòng 4 đội (đội còn lại là Dustin & Kandice). Eric, của chương trình số 9 về thứ 2 và trong chương trình Kì cựu, anh tham gia với một đồng đội khác và giành chiến thắng. Eric là người đầu tiên tham gia vào 2 chặng Chung kết.
- Một đoạn phim ngắn từ Detour trong chặng 8 (Hong Kong) của chương trình này được chiếu ở Kì cựu, trong đó Oswald & Danny thực hiện Chướng ngại vật ở Macau và gợi lại sự giống nhau trong hai Detour.
- Chris kết hôn trong khi Alex thực hiện một chương trình truyền hình thực tế tương tác tên là "Around the World For Free", trong đó anh đi vòng quanh thế giới mà không mất tiền chỉ dựa vào lòng rộng lượng và hiếu khách của người dân bản xứ và sự chỉ dẫn của cộng đồng mạng.[2]

## Tổng hợp cuộc đua

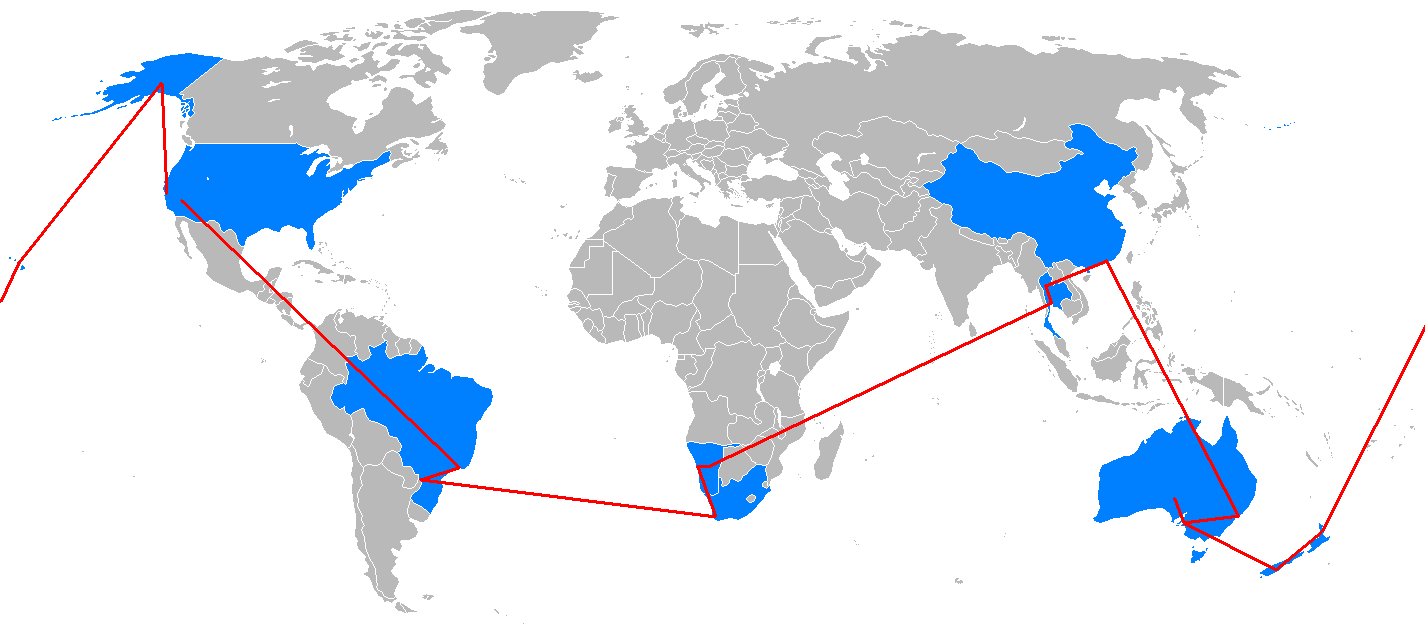
Lộ trình cuộc đua

### Chặng 1 (Hoa Kỳ → Brasil)

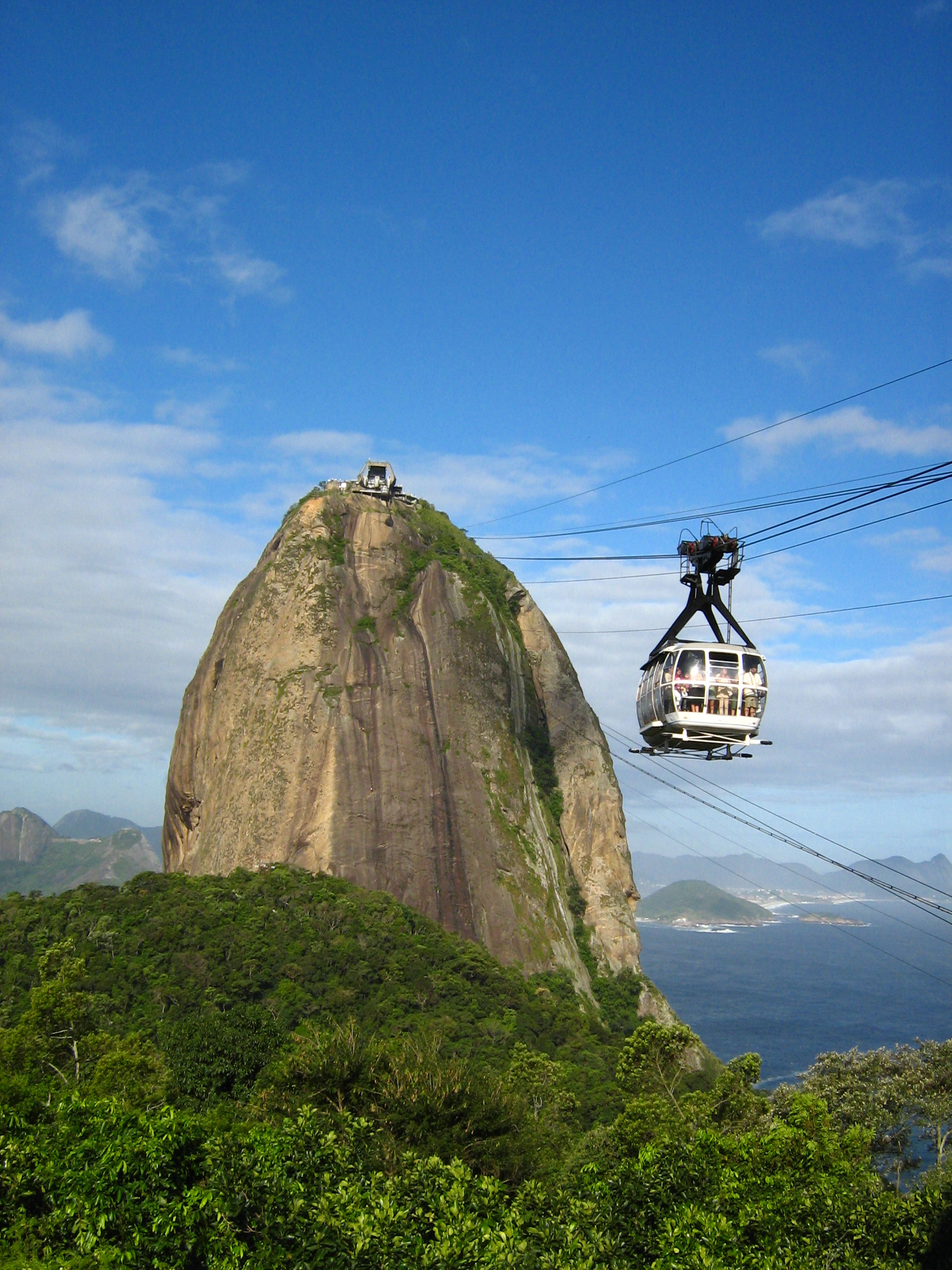
Núi Sugarloaf, Rio de Janeiro được sử dụng cho Detour của chặng 1.

- Pahrump, Nevada,  Hoa Kỳ (Điểm xuất phát)
- Las Vegas (Sân bay quốc tế McCarran) đi Rio de Janeiro, Rio de Janeiro,  Brasil (Sân bay quốc tế Rio de Janeiro-Galeão)
- Rio de Janeiro (Tượng Chúa cứu thế)
- Đảo Paquetá (Fat Maria)
- Đảo Paquetá (Khách sạn Lido)  không được sử dụng, không được phát sóng
- Rio de Janeiro (Núi Sugarloaf Mountain)
- Rio de Janeiro Du thuyền Tocorimé Lưu trữ ngày 24 tháng 12 năm 2018 tại Wayback Machine gần bãi biển Urca

Detour  của chặng này gồm Núi hoặc Biển (Moutain or Beach).Trong  Núi, các đội phải leo 180 mét lên núi Sugarloaf. Người hướng dẫn sẽ đưa cho họ đầu mối kết tiếp. Trong Biển, các đội phải tìm ra người phụ nữ đã truyền cảm hứng cho bài hát The Girl from Ipanema chỉ với một tấm hình. Người phụ nữ sẽ đưa đấu mối kế tiếp cho các đội.
Thử thách phụ
- Trên đảo Paqueta, các đội phải hôn một thân cây lớn tên "Fat Maria".

### Chặng 2 (Brasil)
- Rio de Janeiro (Câu lạc bộ Samba)

Thác Iguaçu, địa điểm của Roadblock trong chặng này

- Rio de Janeiro (Bãi biển Copacabana)
- Rio de Janeiro (Pedra Bonita)
- Thác Iguaçu, Paraná (Bến tàu Macuco Safari)
- Thác Iguaçu (Jungle Camp)

Lựa chọn kép gồm Freak Out hay Seek Out. Trong Freak out, các đội phải đu vào một chiếc khung và lượn từ trên núi xuống bãi biển phía dưới Trong Seek Out, các đội phải tìm ra một hộp kho báu bằng cách dù máy dò kim loại.
 Fast Forward yêu cầu các đội phải chơi bong chuyền với người dân bản xứ. Họ chỉ có thể sử dụng chân. 
Roadblock  bắt một thành viên của mỗi đội tìm ra một lá cờ trên đỉnh thác Iguaçu khi đi bằng xuồng máy tốc độ cao. 
Thử thách phụ
- Ở đầu chặng, các đội phải tìm ra một chiếc lông vũ thích hợp với người vũ công, người này sẽ đưa chon họ đầu mối tiếp theo.

### Chặng 3 (Brasil → Nam Phi)

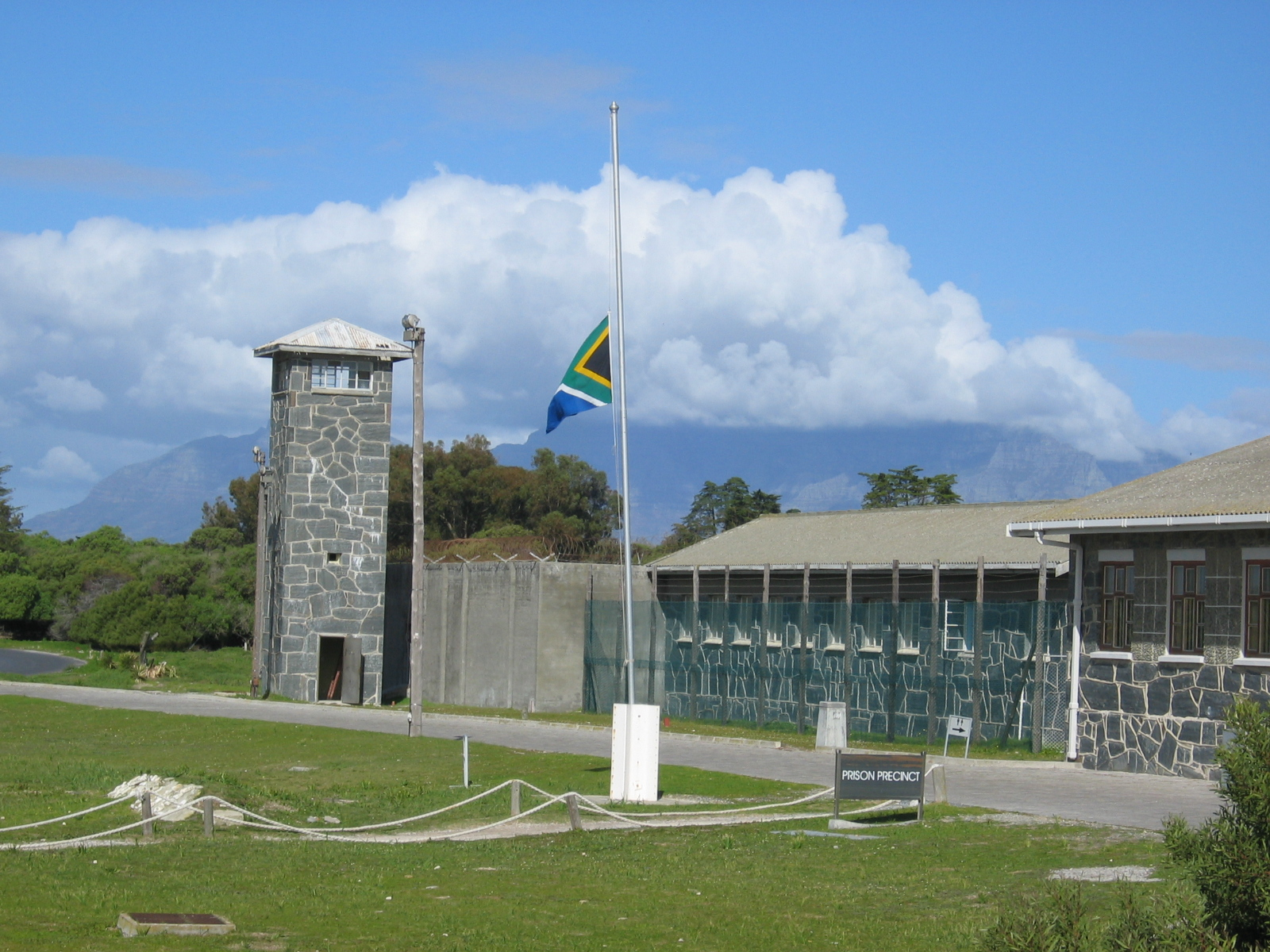
Nhà tù ở đảo Robben, nơi giam giữ Nelson Mandela.

- Foz do Iguaçu (Sân bay quốc tế Foz do Iguaçu) đi Cape Town,  Nam Phi (Sân bay quốc tế Cape Town)
- Cape Town (Đảo Robben)  không được sử dụng, không được phát sóng
- Vịnh Kalk (Cảng vịnh Kalk)
- Langa, Cape Town (Tiệm làm tóc Paradise)
- Stellenbosch (Lanzerac Manor)

Detour  gồm Nhảy hay Giao (Dance or Deliver). Trong Nhảy, các đội phải tham gia vào một đoàn nhảy địa phương cho tời khi kiếm được 25 Rand tiền thưởng (tương đương 34 nghìn đồng Việt Nam bấy giờ). Trong Giao, các đội phải giao 113 kg cá. 
Chướng ngại vật  đòi hỏi thí sinh phải mua một Smiley (đầu một con cừu) và một hộp muối Epsom, sau đó giao tới một người chữa bệnh. Người này sẽ phát cho họ một chất lỏng đắng để uống. Sauk hi uống, họ sẽ nhận được đầu mối kế tiếp. 
Thử thách phụ
- Ở đảo Robben, các đội phải tìm ra xà lim nơi giam giữ Nelson Mandela để lấy đầu mối kế tiếp.

### Chặng 4 (Nam Phi → Namibia)

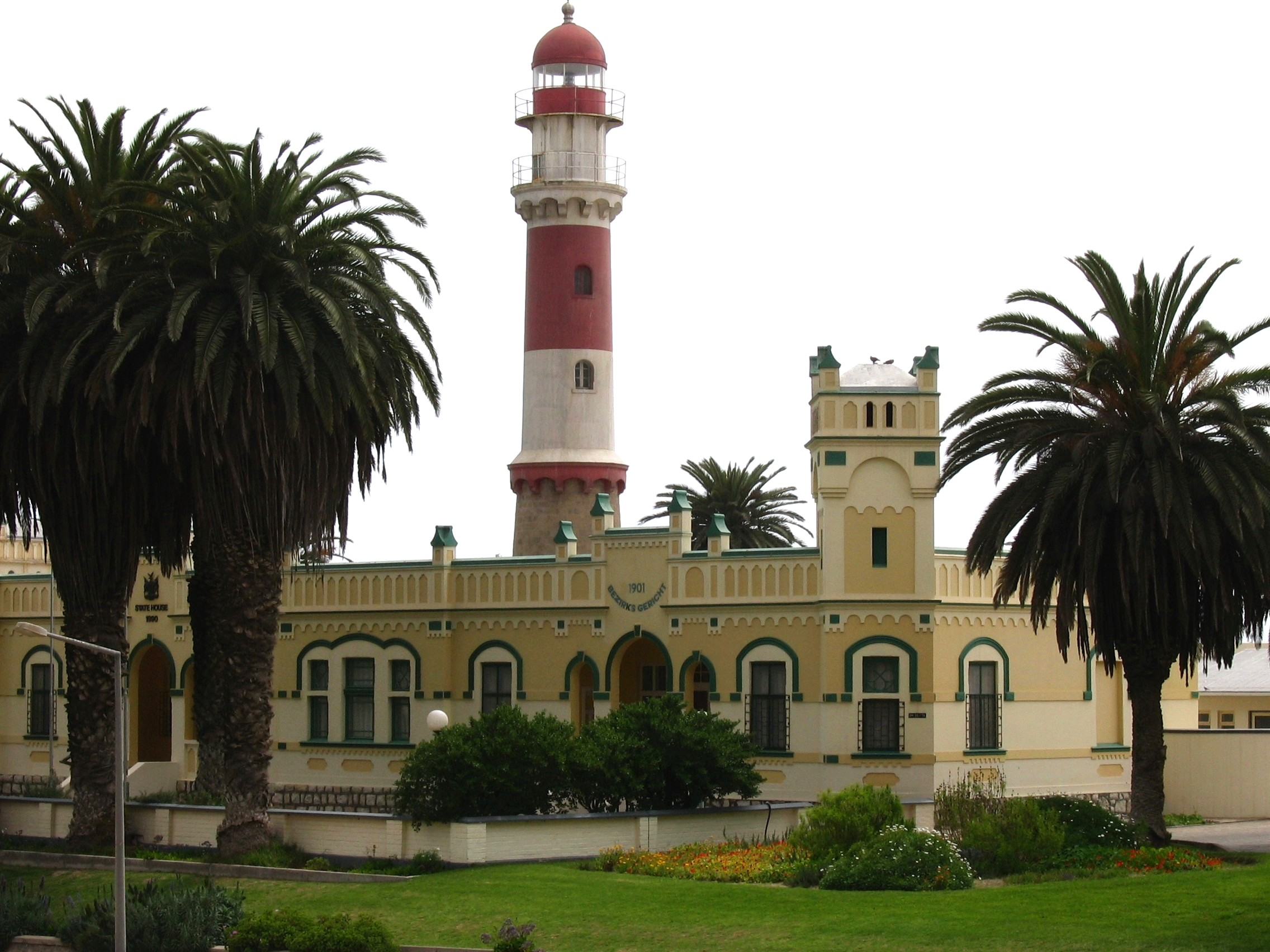
Ngọn hải đăng Swakopmund

- Cape Town (Sân bay quốc tế Cape Town) to Walvis Bay,  Namibia  (Sân bay Walvis Bay)
- Swakopmund (Hải đăng)
- Swakopmund (Khách sạn Swakopmund)
- Swakopmund (Cồn cát Matterhorn Lưu trữ ngày 2 tháng 2 năm 2020 tại Wayback Machine)
- Spitzkoppe (General Dealer)
- Spitzkoppe (Chợ điêu khắc gỗ)
- Gần Windhoek (Amani Lodge Lưu trữ ngày 1 tháng 3 năm 2006 tại Wayback Machine)

Detour  của chặng này gồm Trượt hoặc Bước. Trong Trượt, các đội phải trượt trên dốc của cồn cát. Trong Bước, các đội phải đi sang phía bên kia của cồn cát. 
Chướng ngại vật  yêu cầu các thí sinh mua 5 hình khắc động vật rồi đổi để lấy một hình khắc hươu cao cổ. 
Tăng tốc  yêu cầu đội thi tìm ra hồ bơi trong khuôn viên khách sạn và tìm ra đầu mối ở bên trong bể bơi.

### Chặng 5 (Namibia → Thái Lan)

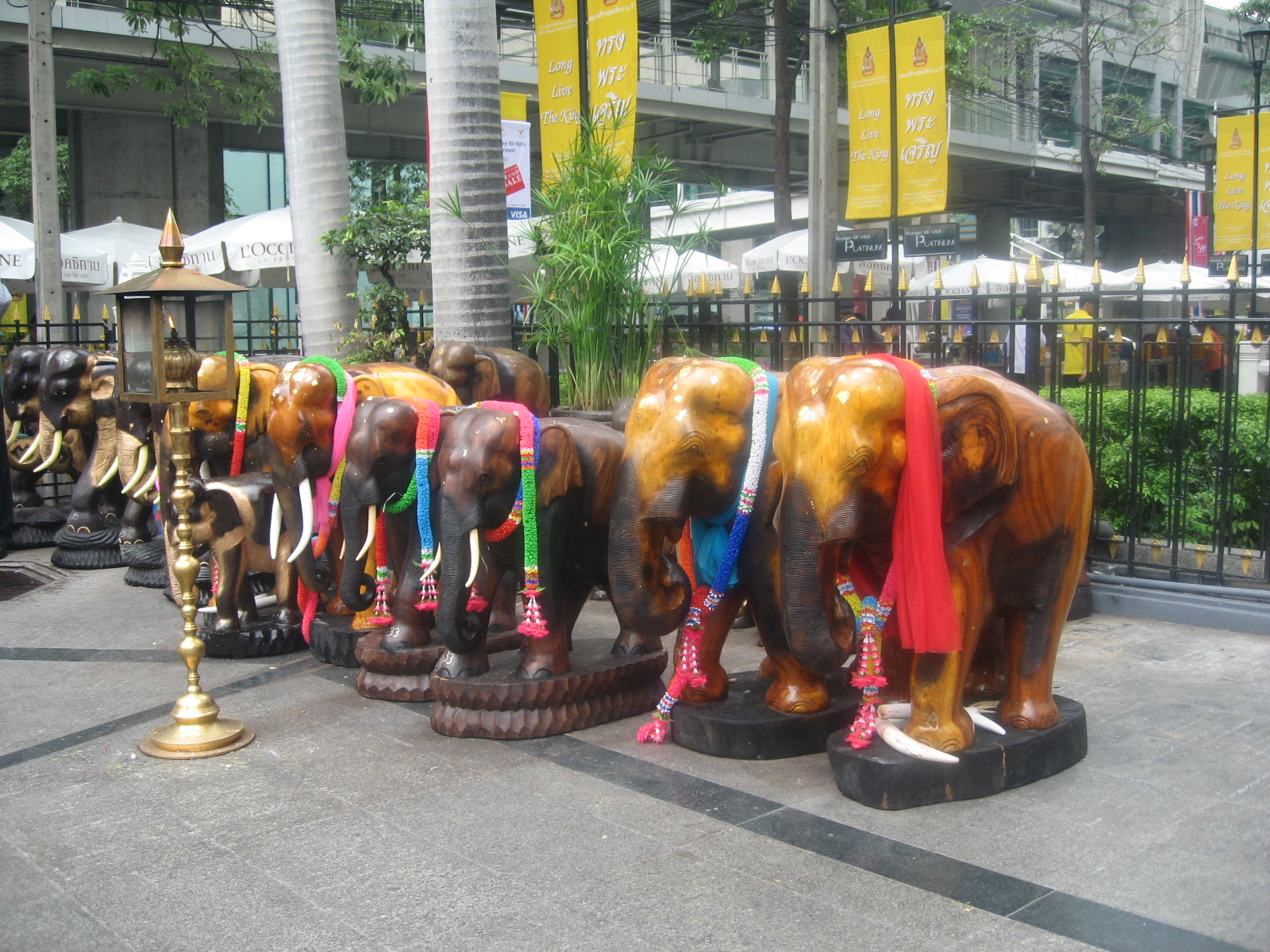
Đền thờ San Phra Phrom nơi các đội tìm thấy Detour

- Windhoek (Sân bay quốc tế Windhoek Hosea Kutako) to Bangkok,  Thái Lan (Sân bay quốc tế Don Mueang)
- Bangkok (Chợ bán bùa bình an)  không được sử dụng, không được phát sóng
- Bangkok (San Phra Phrom)
- Ratchaburi (Wat Kao Chong Pran)
- Amphawa (Ban Plai Pong Pang)

Lựa chọn kép gồm Bối rối hiện tại hoặc Bối rối tương lai. Trong Bối rối hiện tại, các đội phải tìm ra một bến taxi đường thủy, sử dụng 1 taxi đi đến chợ bán chim và phóng sinh một con chim. Trong Bối rối tương lai, các đội đi đến đường Yaowarat, mua một chiếc xe đồ mã, sau đó đốt nó ở một ngồi đền.
 Roadblock  thử thách các thí sinh đi vào một hang động đầy dơi để tìm đầu mối ở bên trong. 
Fast Forward  không được sử dụng yêu cầu các đội tìm Pra Chai tại Chợ bán bùa bình an và thành viên còn lại phải cạo đầu.

### Chặng 6 (Thái Lan)
- Bangkok (Chợ hoa Pak Khlong Talad)
- Bangkok (Bến Ayutthaya) đi Chiang Mai (Bến Chiang Mai)
- Chiang Mai (Cầu ở Mueng Kut)
- Chiang Mai (Làng Mae Ping)
- Chiang Mai (Làng Karen)

Detour  của chặng này gồm Thuyền hoặc Thú. Trong Thuyền, các đội sử dụng một cây cột dài để điều khiển thuyền tre đi xui theo dòng song. Trong Thú, họ phải cưỡi voi đi dọc theo con đường dẫn tới con song kế tiếp. 
Chướng ngại vật  thử thách các thí sinh rửa sạch vế phấn dùng làm dầu trên lưng những con voi đến khi người giám sát hài lòng.

### Chặng 7 (Thái Lan → Cộng hòa nhân dân Trung Hoa)

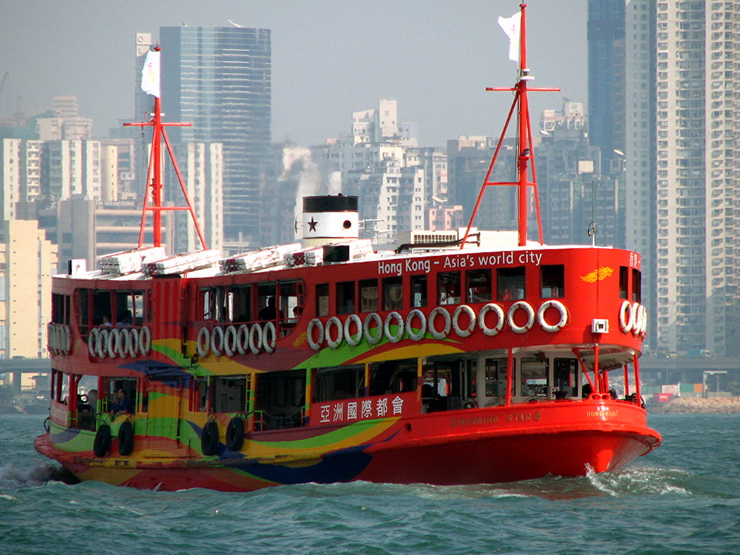
Phà Ngôi sao, nơi các đội tìm thấy Detour.

- Chiang Mai (Seven Spires Lưu trữ ngày 14 tháng 11 năm 2007 tại Wayback Machine)
- Chiang Mai (Sân bay quốc tế Chiang Mai) đi  Hồng Kông,  Trung Quốc (Sân bay quốc tế Hồng Kông, Chek Lap Kok)
- Bắc Wan Chai, Hồng Kông (Central Plaza)
- Hoàng Đại Tiên (Đền thờ Hoàng Đại Tiên)
- Tsim Sha Tsui (Star Ferry)
- Kwai Chung (Trạm container Kwai Chung)
- Bến cảng Victoria

Detour  gồm Cây cầu nguyện và Trà thảo mộc. Để thực hiện Cây cầu nguyện. các đội lái xe 29 km tới cây cầu nguyện Lam Tsuen. Sau đó, họ phải viết một điều ước lên ống quyển và ném lên cành cây. Đề thực hiện Trà thảo mộc, các đội tìm một tiệm trà và phải uống hết 1 chén trà có vị khó uống.
 Fast Forward đòi hỏi các đội phải tìm ra một thầy bói ở tầng hầm của đền thờ Hoàng Đại Tiên.
 Chướng ngại vật  đòi hỏi một thí sinh của mỗi đội sử dụng cần trục để di chuyển một côngtenơ từ xe tải.

### Chặng 8 (Cộng hòa nhân dân Trung Hoa → Úc)

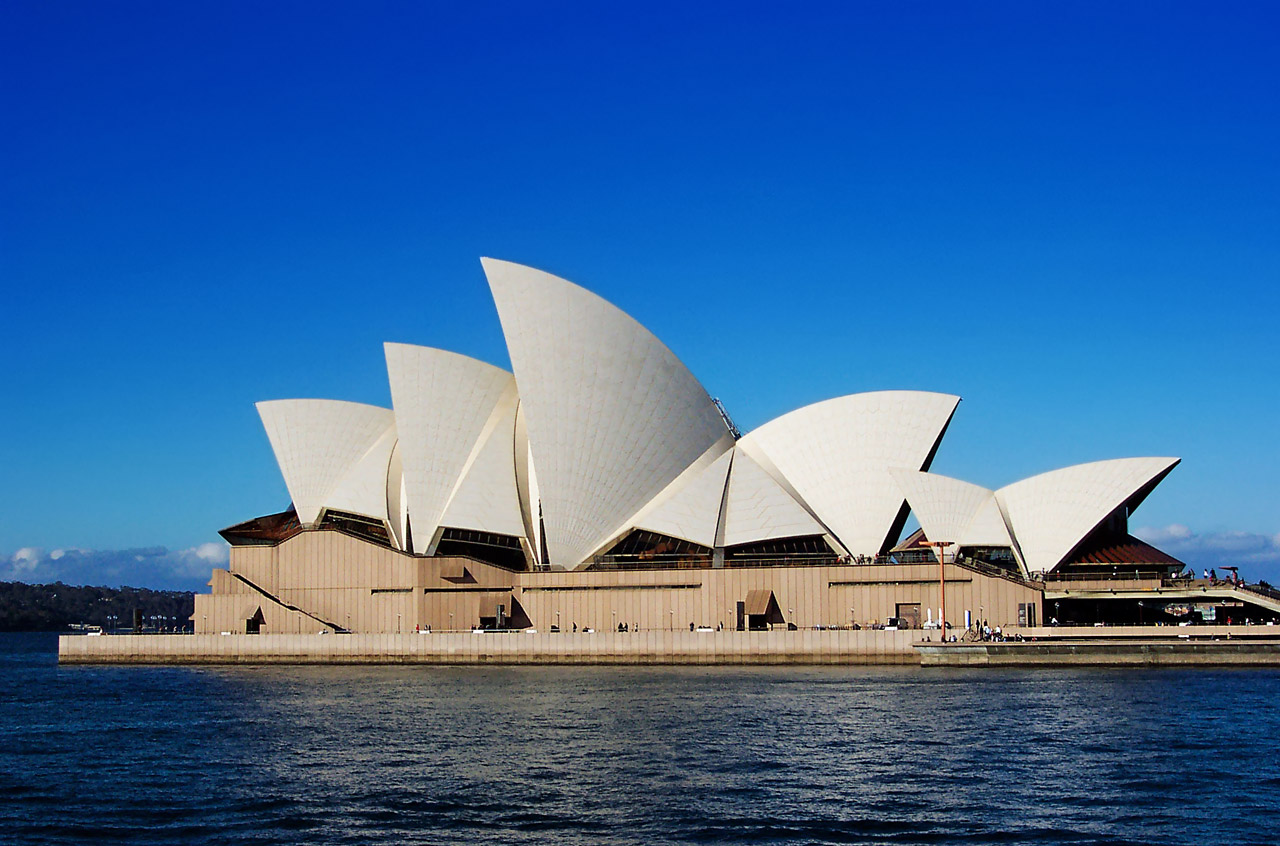
Nhà hát Opera Sydney, nơi các đội thực hiện Chướng ngại vật.

- Vịnh Repulse (Đền Tin Hau)
- Lạn Đầu (Thiên Đàn Đại Phật)
- Stanley (Nhà Murray House)
- Hồng Kông (Sân bay quốc tế Hồng Kông) đi Sydney, New South Wales,  Úc (Sân bay quốc tế Kingsfort Smith)
- Sydney (Nhà hát Opera Sydney)
- Sydney (Bảo tàng Mĩ thuật đương đại)

Fast Forward  thử thách các đội leo 268 bậc thang của Thiên Đàn Đại Phật.
Lựa chọn kép của chặng này là Long hay Lân. Trong Long, các đội chèo một chiếc thuyền rồng thiết kế cho 12 người trong lộ trình dài 600 m. Trong Lân, các đội phải đội một con lân và di chuyển trong đám đông. 
Chướng ngại vật  yêu cầu các đội phải đi theo một chuỗi đầu mối được viết bằng tiếng lóng của Úc: surfie in the lairy daks (người lướt sóng),  anklebiter (đứa trẻ), Sheila in the Aussie cozzie (tắm nắng) và bushie.

### Chặng 9 (Úc)

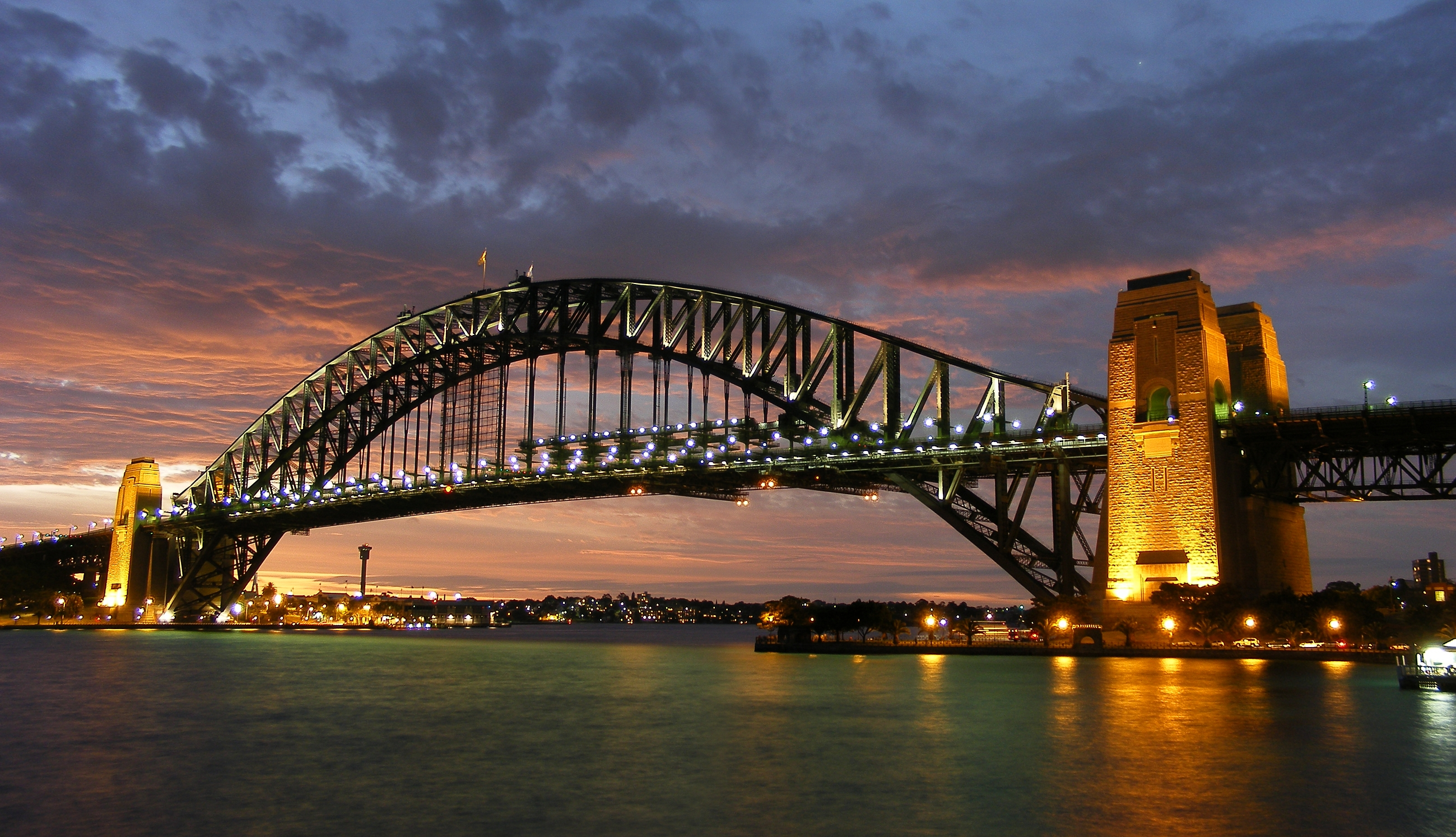
Các đội đến thăm cầu cảng Sydney trong chặng 9.

- Sydney (Cầu cảng Sydney)
- Sydney (Harry's Cafe de Wheels)
- Sydney (Sân bay quốc tế Kingsfort Smith) đi Adelaide, Nam Úc (Sân bay quốc tế Adelaide)
- Adelaide (Nhà ga hệ thống phản lực quốc gia)
- Adelaide (Sân bay quốc tế Adelaide) đi Coober Pedy (Sân bay Coober Pedy)
- Coober Pedy (Cây kim loại)
- Công viên quốc gia Breakaways (Lookout 2))
- ngoại vi Coober Pedy (Aboriginal Camp)

Detour  gồm Lạnh hay Nóng. Trong Lạnh, các đội phải tìm ra khu mỏ định trước ở Coober Pedy rồi tìm trong một đống chất bẩn một viên ngọc mắt mèo. Trong Nóng, các đội cần thắng ba lỗ trên sân golf nằm trong cái nóng của sa mạc. 
Tăng tốc yêu cầu đội thi đi tới quán Harry’s Café và ăn hết một trong số bánh thịt của quán ăn. 
Chướng ngại vật  thử thách thí sinh đứng trong một vòng tròn, ném một boomerang ra ngoài sao cho nó quay trở lại vòng tròn.

### Chặng  10 (Úc → New Zealand)

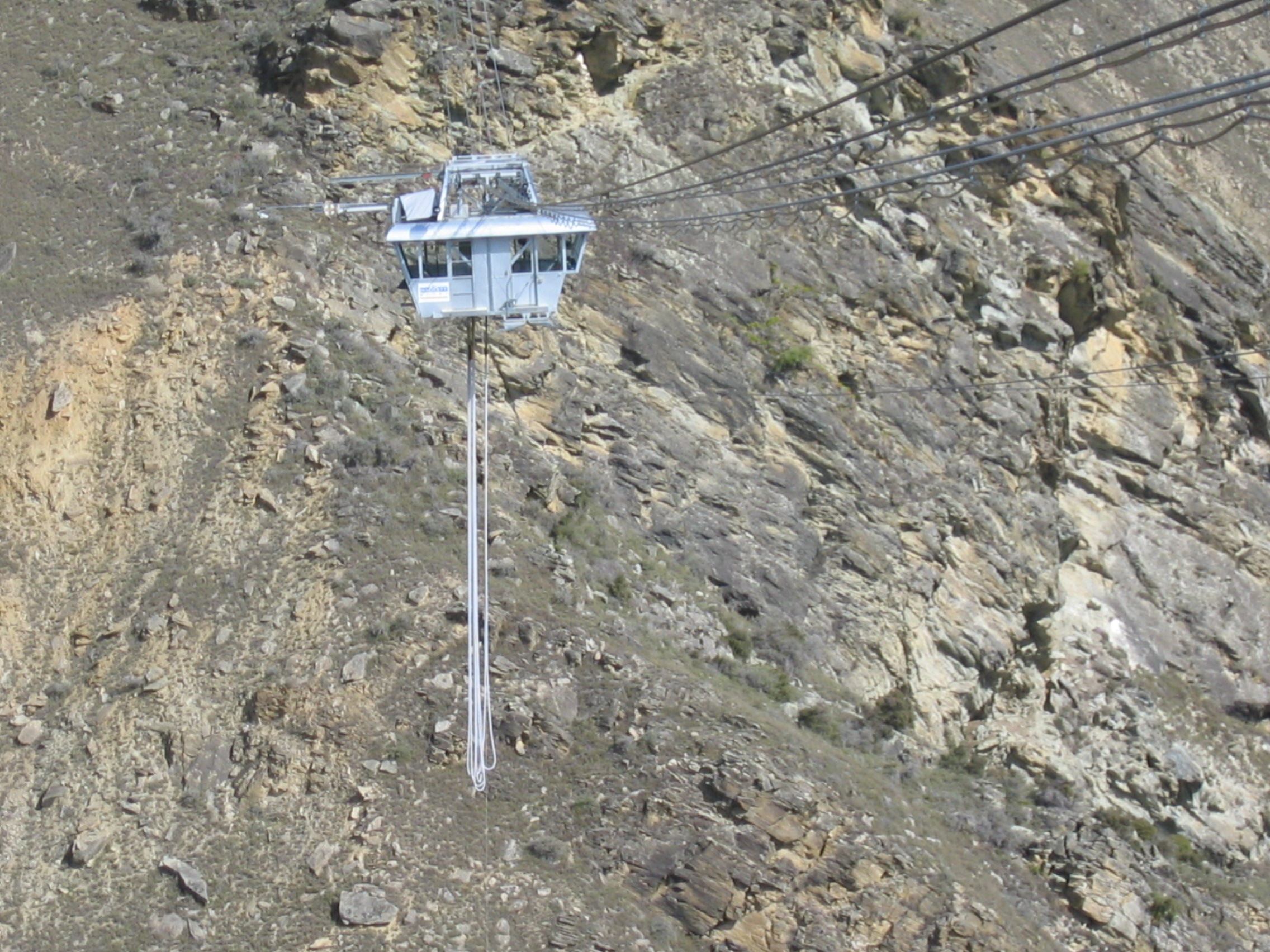
Trong lựa chọn Quick Jump của Detour, các đội phải nhảy 137m từ Nevis Highwire Platform.

- Glendambo (Airstrip)
- Adelaide (Sân bay quốc tế Adelaide) đi Queenstown,  New Zealand (Sân bay Queenstown)
- Queenstown (Ga Wentworth)
- Sông Shotover
- Sông Nevis (Nevis Highwire Platform)
- Canterbury Plains (Ga Inverary Sheep))

Detour  bao gồm Quick Jump Lưu trữ ngày 24 tháng 3 năm 2011 tại Wayback Machine và Long Hike. Trong Quick Jump, các đội phải nhảy 137 m xuống đáy của hẻm núi. Trong Long Hike, các đội phải đi bộ một quãng đường dài xuống chân của hẻm núi. 
Tăng tốc thử thách các đội đi một chiếc xuống máy dọc theo lòng song hẹp của sông Shotover và tìm ra một lá cờ. 
Chướng ngại vật  yêu cầu thí sinh phải tác biệt ba con cừu đen từ 22 con cừu trắng sang quây khác.
Thử thách phụ
- Ở Glendambo, các đội phải lên một trong hai chuyến bay tới sân bay gần nhất ở Adelaide lúc 10.30am hoặc 11.15am.

### Chặng 11 (New Zealand)

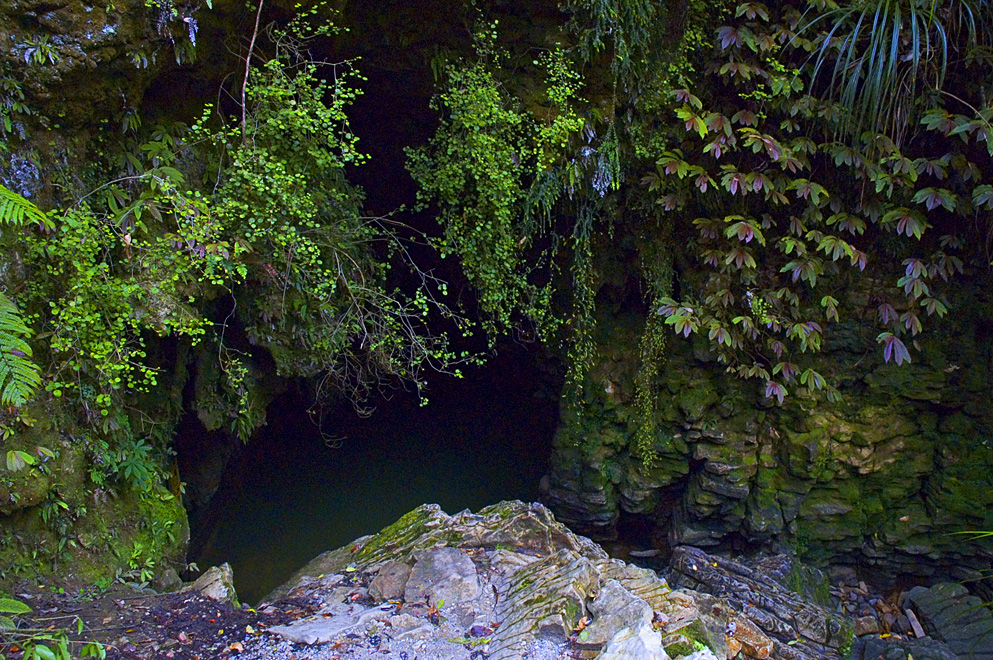
Hang Waitomo, một địa điểm du lịch nổi tiếng xuất hiện trong Detour của chặng 11.

- Picton (Bến phà)
- Rotorua (Viện nghệ thuật và nghề thủ công Maori)
- Hang Waitomo (Thế giới bị mất)
- Đỉnh Tarawera
- gần Auckland (Đường mòn mạo hiểm))
- Auckland (Nhà chứa máy bay Warbirds)

Detour  của chặng là Thả hay Leo. Trong Thả, các đội phải thả mình 107m xuống một hang lớn được gọi là Thế giới bị mất. Trong Leo, các đội leo 30.5m thang xuống hang. 
Fast Forward yêu cầu đội thi chạy xuống chân đỉnh Terawera để tìm hộp đựng đầu mối. 
Roadblock yêu cầu thí sinh điều khiển một chiếc ATV qua một địa hình khó khăn.

### Chặng 12 (New Zealand → Hoa Kỳ)
- Auckland (Tượng John Logan Campbell)
- Auckland (Sân bay quốc tế Auckland) đi Maui, Hawaii,  Hoa Kỳ (Sân bay Kahului Airport)
- Maui (Campus cũ củ Trường Trung học Maui)
- Maui (Cánh đồng dứa Pauwela)
- Maui (McGregor Point))
- Maui (Nhà thờ Huialoha)

Detour  là sự lựa chọn giữa Đạp xe và Đi bộ. Trong Đạp xe, các đội đạp xe xuyên qua cánh đồng dứa để tìm một trái dứa sơn màu đỏ. Trong Đi bộ, các đội cũng đi bộ xuyên qua cánh đồng dứa để tìm một trong bốn quả dứa sơn màu vàng. 
Chướng ngại vật  yêu cầu các thí sinh lặn xuống nước để tìm một trong ba chiếc hộp.

### Chặng 13 (Hoa Kỳ)

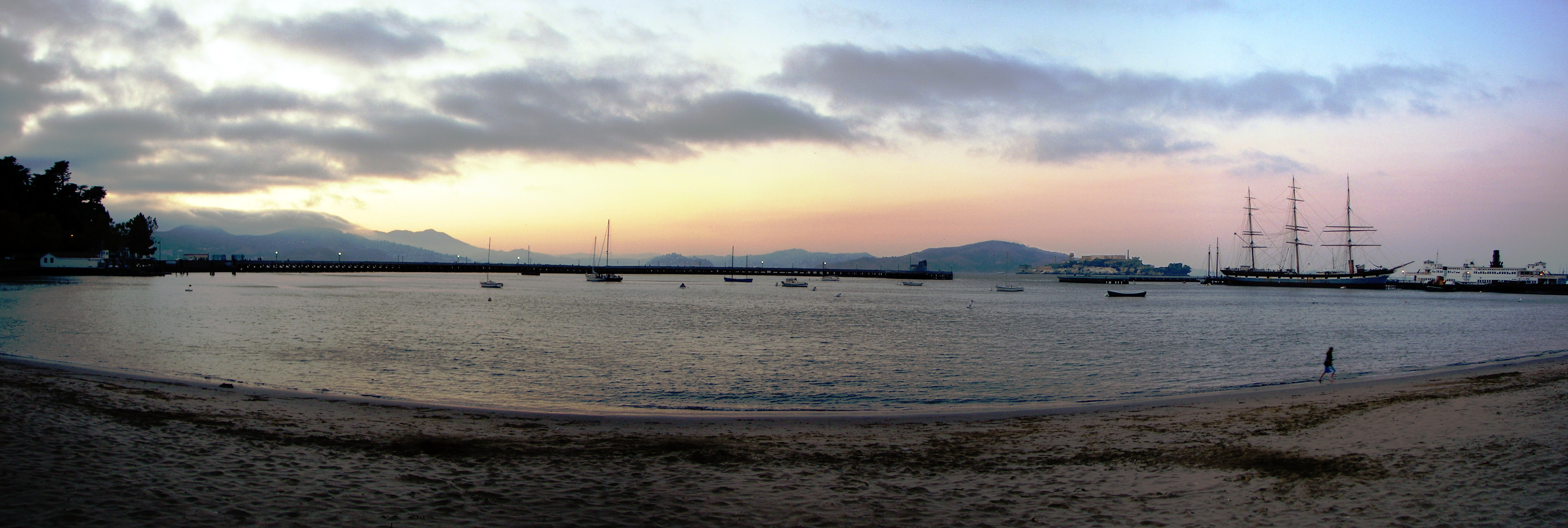
Marin County, vạch kết thúc của Chương trình số 2 (Municipal Pier nhìn từ Công viên Maritime)

- Maui (Nơi sinh của Nữ hoàng Kaahumanu gần vịnh Hana)
- Maui (Sân bay Kahului) đi Anchorage, Alaska (Sân bay quốc tế Ted Stevens Anchorage)
- Anchorage (Dịch vụ Rust's Flying)
- Trapper Creek (nghỉ qua đêm)
- Big Lake
- Khe Hurricane
- Anchorage (Sân bay quốc tế Ted Stevens Anchorage) đi Oakland, California (Sân bay quốc tế Oakland)
- San Francisco (Mốc 97, Nhà Atkinson-Esher)
- San Francisco (Cầu tàu Municipal)
- Marin County, California (Murray Circle trên East Fort Baker)  (Vạch kết thúc)

Chướng ngại vật trao cho các đội một túi dụng cụ và một ngọn đuốc bằng propane. Các thí sinh phải tìm cách lấy được đầu mối đã bị đóng băng. 
Thử thách phụ
- Tại Trapper Creek, các đội phải nghỉ một đêm trong lều tuyết để nhận được đầu mối kế tiếp.
- Cũng tại Trapper Creek, một thành viên của mỗi đội phải lái một chiếc Snow Cat băng qua một cái hồ đóng băng.